# Lola Ponce
Lola Ponce, all'anagrafe Paola Fabiana Ponce (Capitán Bermúdez, 25 giugno 1982), è una cantante e attrice argentina con cittadinanza italiana.

## Biografia
Nasce nella Grande Rosario, in Argentina, da padre di origini italiane e madre di origini spagnole; in particolare il padre, Héctor Ponce, è un musicista e con un nonno d'origini genovesi, facente parte dell'orchestra di Osvaldo Fresedo.
Nel 2011, sul set della serie televisiva El Talisman incontra l'attore Aarón Díaz, a cui è legata da allora, e con cui convola a nozze nell'ottobre 2014 a Marrakech. La coppia ha due figlie.
Fin da piccola dimostra uno spiccato talento e una voce interessante. In giovane età inizia a partecipare ai più importanti festival del Sudamerica, e comincia a recitare in alcune telenovelas argentine. Abbandona quindi gli studi universitari per dedicarsi completamente alla sua passione artistica.

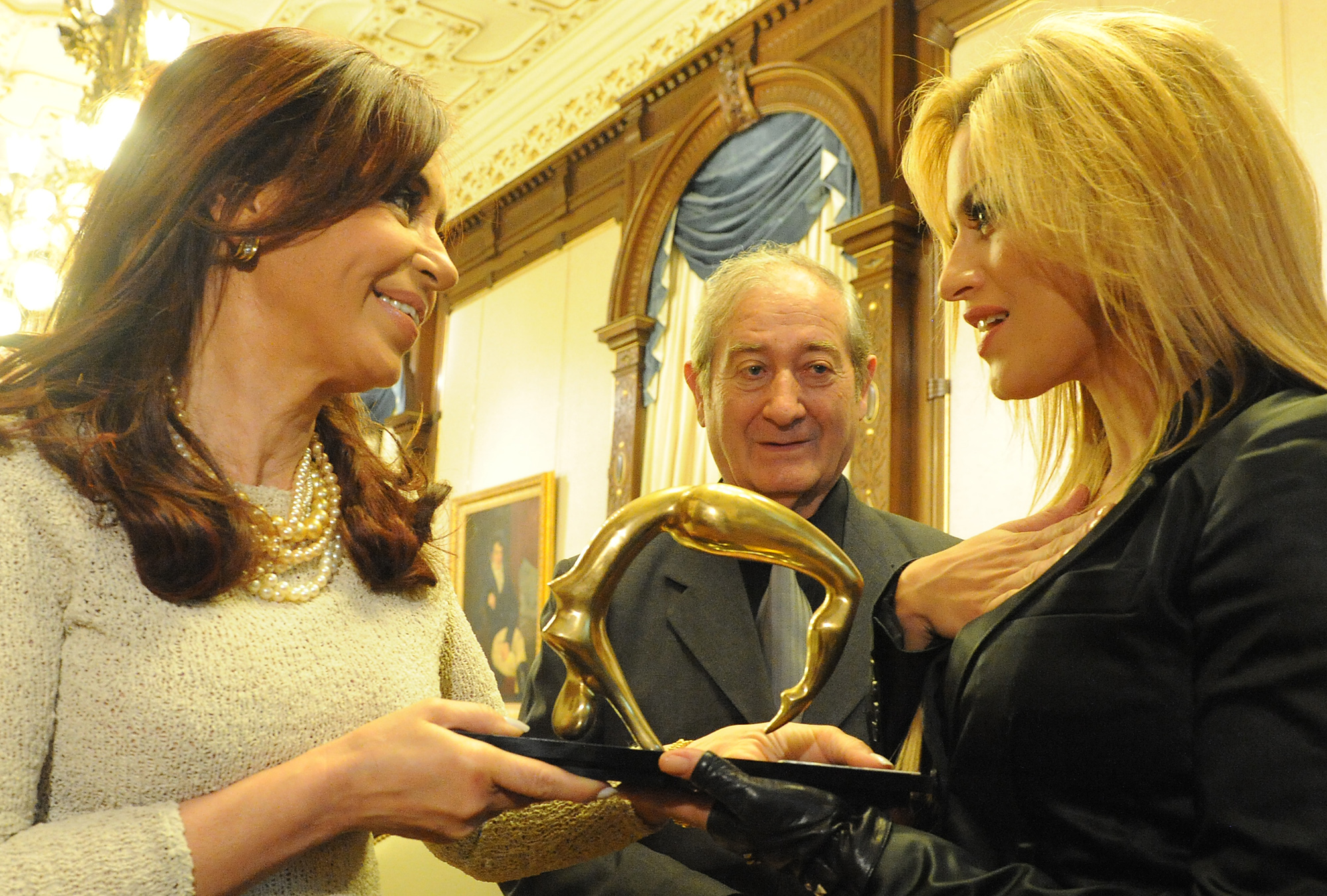
Lola Ponce nel 2010 con la presidente argentina Cristina Fernández de Kirchner

Nel 2001 incide il suo primo album, Inalcanzable. L'anno dopo partecipa al casting spagnolo di Notre Dame de Paris; in seguito Riccardo Cocciante, produttore della versione italiana dell'opera, la sceglie per il cast e le affida il ruolo della gitana Esmeralda. Si trasferisce quindi in Italia per la preparazione artistica e linguistica dello spettacolo, che riscuoterà un notevole successo.
Nel 2003 inizia la registrazione del disco Fearless, pubblicato un anno dopo, al quale partecipa, fra gli altri, Rick Nowels. Nel 2004 pubblica I Can Do It, un singolo in inglese; nello stesso anno è in TV su Rai 1 al fianco di Giorgio Panariello con Ma il cielo è sempre più blu.
Nel 2005 è ospite al Festival di Sanremo con il brano Sleep.
Nel 2008 vince il Festival di Sanremo in coppia con Giò Di Tonno, conosciuto ai tempi di Notre Dame de Paris, con la canzone Colpo di fulmine, scritta da Gianna Nannini: con la vittoria diventa la seconda cantante straniera ad aver vinto il Festival di Sanremo dopo Romina Power (non considerando gli anni in cui ogni canzone veniva cantata due volte con due esibizioni individuali di artisti diversi). Sempre con Di Tonno, la Ponce ha registrato una nuova versione di Io lo so, canzone proveniente dal classico Disney La bella addormentata nel bosco, in occasione dell'uscita in home video nell'edizione restaurata.
Nel marzo 2008 esce il disco Il diario di Lola. L'anno dopo fa il suo debutto cinematografico in Polvere, film del quale interpreta anche la colonna sonora; nello stesso anno recita anche nella seconda stagione della serie televisiva Butta la luna, e conduce assieme al Mago Forest la trasmissione della Gialappa's Band Mai dire Grande Fratello Show su Italia 1. Durante l'estate 2009 registra la versione italiana del successo The rhythm is magic con la sua connazionale Marie Claire D'Ubaldo. Nello stesso anno posa per il calendario di Max.
Il 31 dicembre 2010 è l'inviata in collegamento da Roma della trasmissione di Rai 1 L'anno che verrà, condotta da Mara Venier e Pino Insegno. Sempre nello stesso anno partecipa allo show argentino Bailando por un sueno. Nelle estati del 2010 e 2011 è stata testimonial per Miss Bikini. Da giugno a settembre 2011 è protagonista, in veste di presentatrice, del tour Festivalshow. All'inizio degli anni 2010 recita inoltre nella telenovela El Talisman, coproduzione USA-Messico.
Nel 2016-2017 e successivamente nel 2022 veste nuovamente i panni di Esmeralda in Notre-Dame de Paris.
Nel 2021 ha partecipato alla prima edizione del talent show Star in the Star, condotta da Ilary Blasi, uscendone seconda, interpretando Mina. Tra il 2024 e il 2025 è una delle coach di Io canto Generation e Io canto Senior, entrambi talent show di Canale 5 condotti da Gerry Scotti.

## Discografia

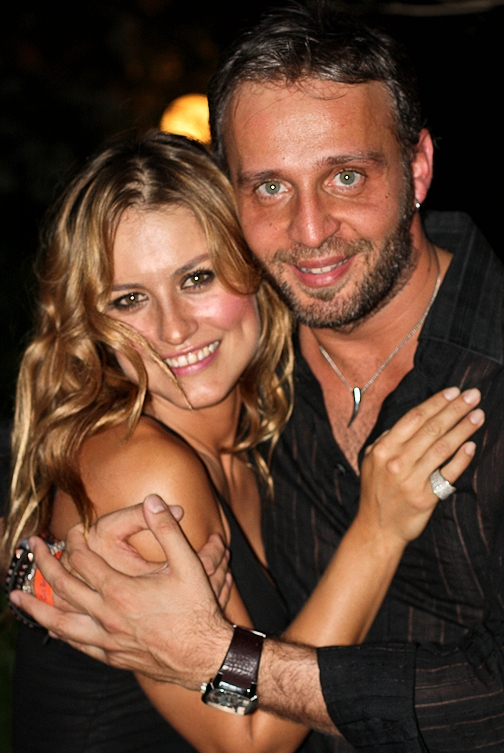
Lola Ponce e il collega Giò Di Tonno nel 2010

### Album in studio
- 2001 – Inalcanzable
- 2004 – Fearless
- 2008 – Il diario di Lola
- 2011 – Lola

### Singoli
- 2009 – The rhythm is Magic  con Marie Claire D'Ubaldo
- 2009 – Fuori di me

### Compilation
- 2002 – Notre Dame de Paris (con le canzoni Zingara, Ave Maria Pagana e Vivere per Amare)[8]
- 2010 – I promessi sposi - Opera moderna

## Filmografia
- De la nuca – serie TV, 18 episodi (1997)
- Chiquititas (1998)
- Notre Dame de Paris - Live Arena di Verona – film TV (2002)
- Sin código – serie TV, 11 episodi (2005)
- Polvere, regia di Massimiliano D'Epiro e Danilo Proietti (2009)
- Colpo di fulmine – film TV (2010)
- La bellezza del somaro, regia di Sergio Castellitto (2010)
- Le due facce dell'amore – serie TV, 6 episodi (2010)
- El Talismán – serie TV, 1 episodio (2012)

## Programmi televisivi
- Ma il cielo è sempre più blu (Rai 1, 2004) - co-conduttrice
- Mai dire Grande Fratello Show (Italia 1, 2008) - co-conduttrice
- L'anno che verrà (Rai 1, 2010) - inviata
- Bailando por un sueño (El Trece, 2011) - concorrente
- Festival Show 2011 (Bella&Monella TV, 2011) - conduttrice
- Star in the Star (Canale 5, 2021) - concorrente
- Stanotte a Parigi (Rai 1, 2023)[9]
- Io canto Generation (Canale 5, 2024) - coach
- Io canto Senior (Canale 5, 2025) - coach

## Partecipazioni a manifestazioni canore
- Festival di Sanremo (Rai 1)
  - 2008 – 1º posto sezione "Campioni" con Colpo di fulmine, in coppia con Giò Di Tonno